# 麥當勞嶺
66°20′S 52°15′E / 66.333°S 52.250°E
麥當勞嶺是南極洲的山嶺，位於恩德比地的約翰斯頓峰和道格拉斯峰之間，處於安角東南面41公里，根據澳大利亞探險隊的空中照片繪入地圖。